# Hilaire Muñoz
Hilaire Muñoz (Perpignan, 21 april 1983) is een Franse voetbaldoelman die sinds 2010 voor de Franse vierdeklasser SO Cassis Carnoux uitkomt. Voordien speelde hij voor onder andere voor OGC Nice, APEP Pitsilia en Olympique Marseille.

## Carrière
- 1989-1998: SO Caillols(jeugd)
- 1998-2000: OGC Nice (jeugd)
- 2000-2005: OGC Nice
- 2005-2006: Balma SC
- 2006-2006: APEP Pitsilia
- 2006-2008: SO Cassis Carnoux
- 2008-2010: Olympique Marseille
- 2010-... : SO Cassis Carnoux